# Lista de episódios de Aaron Stone

## Tabela Geral
|                 |               | Episódios | Exibição                | Exibição |
| Season premiere | Season finale | Episódios |                         |          |
| --------------- | ------------- | --------- | ----------------------- | -------- |
|                 | 1             | 21        | 13 de fevereiro de 2009 |          |

## Episódios

### Novas Temporada 1 2009
| # | Título                                                           | Escrito Por                  | Direcionado Por          | Data da Estréia       | Código de Produção |
| --- | ---------------------------------------------------------------- | ---------------------------- | ------------------------ | --------------------- | ------------------ |
| 01 | "Hero Rising, Parte 1" "Hero Rising - Part 1"                    | Bruce Kalish                 | Pat Williams Eric Canuel | 13/02/2009 03/07/2009 | 101                |
| Charlie Landers é o melhor jogador do jogo on-line, "Hero Rising", junto ao seu avatar Aaron Stone. O Mundo de Charlie muda para sempre quando um poderoso bilionário revela que "Hero Rising" é um teste para agentes secretos. Charlie é recrutado para se tornar Aaron Stone e deve lutar contra a Resistência Omega, uma equipe de pessoas que estão a destruir o mundo, mas em sua vida normal ele deve manter sua identidade em segredo.                                                                |                                                                  |                              |                          |                       |                    |
| 02 | "Hero Rising, Parte 2" "Hero Rising - Part 1"                    | Bruce Kalish                 | Pat Williams             | 13/02/2009 03/07/2009 | 102                |
| Aaron Stone é enviado em sua primeira missão para capturar uma toxina do Dr. Necros (Anthony J. Mifsud), um dos sete membros da Resistência Omega, e seu braço direito, O Souljacker (Ho Chow), que pretendem libertar a toxina e transformar as pessoas em zumbis para que ele possa assumir o E.U.A. |                                                                  |                              |                          |                       |                    |
| 03 | "Primeira Batalha" "First Strike"                                | Kaita Mpambara               | Pat Williams             | 20/02/2009 07/07/2009 | 103                |
| Aaron Stone é enviado em uma missão para impedir o General Cross (um dos membros da Resistência Omega) de utilizar o seu indestrutível ciborgue como um cavalo de Tróia para infiltrar e destruir T. Abner Hall. Entretanto, Charlie tem que escolher entre Chase e Emma. |                                                                  |                              |                          |                       |                    |
| 04 | "Parando o Tempo" "Time Out"                                     | Gail Morgan Hickman          | Andrew Potter            | 02/03/2009 08/07/2009 | 105                |
| T. Abner Hall descobre que Dax (um dos membros da Resistência Omega) tem uma maquina do tempo, podendo assim controlar o tempo, a mesma poderia ser usada para destruir T. Abner Hall e Aaron Stone, enquanto isso Charlie devido Aaron Stone, não pode ir a escola e teve que ser expulso da equipe de basquete. |                                                                  |                              |                          |                       |                    |
| 05 | "Lutando Por Um Mundo Livre" "Rockin' the Free World"            | Dan Cross David Hoge         | Pat Williams             | 09/03/2009 09/07/2009 | 104                |
| Charlie pretende utilizar a sua banda como uma maneira de impressionar Chase, a garota mais popular na escola. Mas as suas prioridades têm de mudar quando Cerebella, a rainha do mal, inicia lavagem cerebral em adolescentes cometendo crimes. Aaron Stone vai até a casa de Vas & Ram na India. |                                                                  |                              |                          |                       |                    |
| 06 | "Herói Contra Xero" "From Hero to Xero"                          | Sean Cunningham Marc Dworkin | Andrew Potter            | 16/03/2009 10/07/2009 | 106                |
| Aaron tenta impedir o gênio tecnológico, XERO, de causar um apagão, em Tóquio, para roubar um depósito de ouro. Ele para o detonador com sucesso, mas é impedido por Xero de fugir. Charlie é levado para um edifício que Xero tem todo o controle sobre ele. É mostrado que Emma talvez faça parte da Resistência Omega. Nota: Esse episódio é talvez uma referencia de De volta para o Futuro. |                                                                  |                              |                          |                       |                    |
| 07 | "Uma Ilha Não Amigável, Parte 1" "Not So Friendly Skies, Part 1" | Gail Morgan Hickman          | David Warry-Smith        | 23/03/2009 13/07/2009 | 107                |
| Charlie usa o SSJ para ir a uma festa com seus amigos online, Vas & Ram. Stan vai junto com Charlie sem saber da festa, pensando que é uma missão. A Resistência Omega localiza Stan e Charlie e mandam um míssil fazendo o SSJ cair em uma ilha desconhecida do Dr. Helix. Aaron tem que sobreviver sem seu equipamento que foi danificado no acidente. Emma continua a aparecer que trabalha para a Resistência Omega. O episódio termina em Aaron e Stan cercados por mutantes.                            |                                                                  |                              |                          |                       |                    |
| 08 | "Uma Ilha Não Amigável, Parte 2" "Not So Friendly Skies, Part 2" | Gail Morgan Hickman          | David Warry-Smith        | 30/03/2009 14/07/2009 | 108                |
| Charlie é capturado na base do Dr. Helix e forçado a deixar para trás STAN. Charlie vai desobedecer ordens diretas de Hall ou irá tentar resgatar STAN? A verdade sobre Emma é revelada, ela trabalha para T. Abner Hall desde que se mudou, como espiã e no final é indicada para a nova parceira do Aaron Stone com seu avatar Dark Tamara. |                                                                  |                              |                          |                       |                    |
| 09 | "Acreditamos no Sr. Hall" "In Hall We Trust"                     | Dan Cross David Hoge         | Pat Williams             | 13/04/2009 15/07/2009 | 109                |
| Aaron impede de Helix criar uma arma capaz de destruir todo o mundo. Jason faz uma festa em casa com S.T.A.N e Emma é babá dele. Convidado: Sarah Gandon como Dra. Martin. |                                                                  |                              |                          |                       |                    |
| 10 | "Meus Dois Stans" "My Two Stans"                                 | Dan Cross David Hoge         | Larry McLean             | 20/04/2009 16/07/2009 | 110                |
| Quando um homem mostra a Charlie pretender ser o STAN do futuro, Aaron Stone tem que impedir Kronis de roubar uma fórmula e poder viajar no tempo e tem que descobrir porque STAN veio do futuro. Enquanto isso Jason tem que enfrentar Budnick, o valentão da escola. |                                                                  |                              |                          |                       |                    |
| 11 | "O Plano de Xero" "Xero Control"                                 | Sean Cunningham Marc Dworkin | David Warry-Smith        | 22/06/2009 20/07/2009 | 111                |
| Xero sequestra o mais temido lutador, Campeão Mundial Billy Cobb, para ensinar ao seu traje movimentos necessários para destruir o mundo. Aaron Stone é mandado para salvar Billy Cobb e destruir o traje. Convidado: Chris Jericho como Billy Cobb. |                                                                  |                              |                          |                       |                    |
| 12 | "Nublado com Chance de Ninjas" "Cloudy with a Chance of Ninjas"  | Sean Cunningham Marc Dworkin | Larry McLean             | 29/06/2009 21/07/2009 | 112                |
| Aaron Stone chama Dark Tamara para ajuda-lo em impedir Zefir e seus ninjas roubarem um dispositivo meteorológico do Sr. Hall destruindo uma enorme cidade metropolitana. Enquanto isso, Jason tem uma foto que pode revelar a identidade de Charlie e S.T.A.N. É revelado que Zefir conhece Emma e que a garota já trabalhou para ele. |                                                                  |                              |                          |                       |                    |
| 13 | "Você Me Caça? Eu Caço Você!" "Hunt Me? Hunt You!"               | Dan Cross David Hoge         | David Warry-Smith        | 06/07/2009 22/07/2009 | 113                |
| Charlie desenvolve uma paixão por Tatianna Caine, ele salva uma menina enquanto tentava recuperar um material radioativo roubado. Após Tatianna revelar um segredo sobre ela, S.T.A.N. deve resgatar Aaron. Entretanto, Emma pede a Jason para ajuda-lá com sua campanha para presidente classe. |                                                                  |                              |                          |                       |                    |
| 14 | "Terreno de Feras" "Beastland"                                   | Sean Cunningham Marc Dworkin | Larry McLean             | 13/07/2009 23/07/2009 | 114                |
| Helix faz um mutante entrar escondido na SSJ com uma tentativa de destruir Aaron Stone, e agora cabe a S.T.A.N. e Emma manter Charlie em segurança até que ele possa aprender a destruir mutantes em Hero Rising. Enquanto isso Jason sente ciumes de Charlie e tenta criar um nome para si mesmo. |                                                                  |                              |                          |                       |                    |
| 15 | "Chuck & Charlie" "Chuck & Charlie"                              | Dan Cross David Hoge         | Larry McLean             | 20/07/2009 27/07/2009 | 115                |
| Charlie (Aaron Stone) durante uma missão, acidentalmente entra em contato com uma perigosa toxina que desenvolve uma personalidade agressiva, chamando-se de "Chuck" ameaçando-o seu relacionamento em casa e na escola. Emma (Dark Tamara) tenta roubar um antídoto do Dr. Necros para salvar Charlie. |                                                                  |                              |                          |                       |                    |
| 16 | "Jogos Mentais" "Mind Games"                                     | Gail Morgan Hickman          | Mike McGowan             | 27/07/2009 28/07/2009 | 116                |
| Elias Powers, ex-investigador das Indústrias Hall e criador do vídeo game, Hero Rising traiu o Sr. Hall por vender segredos para Resistência Omega. Agora Aaron Stone deve buscá-lo a revelar a localização de uma arma que ele desenvolveu, que poderia destruir toda a cidade e permitir que a Resistência Omega dominar o mundo. |                                                                  |                              |                          |                       |                    |
| 17 | "Em Vigilância" "My Stakeout with S.T.A.N."                      | Bruce Kalish                 | Mike McGowan             | 03/08/2009 29/08/2009 | 117                |
| Aaron Stone descobre que o Sr. Hall inicialmente, juntou os membros da Resistência Omega para melhorar a humanidade. Após um teste perigoso de DNA, a Resistência Omega unida, luta contra o Sr. Hall, isolando-o. |                                                                  |                              |                          |                       |                    |
| 18 | "Trajeto dos Sonhos" "Dreamcast"                                 | Kaita Mpambara               | Larry McLean             | 07/10/2009 31/10/2009 | 118                |
| Injetam em Aaron Stone um chip que permite que Tranq entre em seus sonhos e descubra seu ponto fraco. Agora S.T.A.N. deve encontrar uma maneira de remover o chip antes Tranq assuma o controle da mente Aaron Stone. |                                                                  |                              |                          |                       |                    |
| 19 | "S.T.A.N. Por Mim" "S.T.A.N. By Me"                              | Sean Cunningham Marc Dworkin | Larry McLean             | 04/11/2009 03/12/2009 | 119                |
| Charlie encontra o substituto de S.T.A.N, Hunter. No entanto, S.T.A.N insiste em que Hunter foi levado às pressas para a produção muito cedo e que é do mal. Convidado: Jason Earles como Hunter. |                                                                  |                              |                          |                       |                    |
| 20 | "Sábado de Fever" "Saturday Fight Fever"                         | Dan Cross David Hoge         | J. P. Manoux             | 18/11/2009 03/12/2009 | 120                |
| Charlie e Emma decidem ir para o baile da escola e convidar Vas e Ram como seus convidados. Charlie os vai pegar na SSJ, mas o senhor Hall envia Aaron Stone em uma missão para pegar um conjunto de projetos enviados para Kronis antes que o mesmo o receba. Quando Kronis captura Vas e Ram como reféns, ele só irá liberta-los em troca dos projetos. Aaron Stone recorre a filha do Sr. Hall, Tatianna para ajudar a encontrar Kronis para salvar Vas e dançar com ela no baile antes que o mesmo acabe. |                                                                  |                              |                          |                       |                    |
| 21 | "Cai Dentro!" "Game On"                                          | Gail Morgan Hickman          | Larry McLean             | 27/11/2009 03/12/2009 | 121                |
| Charlie chama seu irmão Jason a um torneio em Hero Rising para o seu aniversário com Vas, Ram, Emma e Stan no reboque. No torneio, o Resistência Omega localiza Aaron Stone e decide destruí-lo. Mas quando os membros da Resistência Omega aparecem, Charlie não tem opção senão a de lutar contra eles. Ao ver Charlie lutando com eles, Jason fica confuso. |                                                                  |                              |                          |                       |                    |

### Novas Temporada 2 2010
| # | Título                            | Escrito Por | Direcionado Por | Data da Estréia       | Código de Produção |
| --- | --------------------------------- | ----------- | --------------- | --------------------- | ------------------ |
| 22 | "Uma Nova Ameaça" Damage Control" | Farhad Mann | Bruce Kalish    | 24/02/2010 15/05/2010 | 201                |
| Uma nova ameaça surge quando o vilão maligno de capuz , Danificado, liberta-se e um ônibus cheio de experiências fracassadas , os criminosos e os mutantes . Uma vez livre , Danificado começa escolhendo fora os restantes membros do Omega Defiance procurando o frasco de soro última inteligência. Dr. Necros vem olhando para Aaron Stone para proteção, mas sim em atrai -lo de embreagens danificados . Enquanto isso , Jason está determinada a conseguir um emprego Charlie sonho trabalhar na loja de vídeo game e quadrinhos. |                                   |             |                 |                       |                    |